# 日本加工織布
日本加工織布（にほんかこうしょくふ）は、かつて東京府東京市神田区元岩井町にあった防水布やゴムを製造していたメーカー。1942年（昭和17年）時点で従業員は職員・工員合せて781人。1919年（大正8年）12月設立。1943年12月に日加工業へ社名を変更。1965年、西武の系列会社となり、別資本となった。1968年西武ポリマ化成へ社名を変更した。

## 概要
1919年（大正8年）12月に野口保之輔、木口重彦らが設立した。設立後、年々需要が増えていき、日本全国に販路を持つと共に、当時の満州、中国、南洋へも販路を拡大させた。当初の製品は人工革・靴裏のゴム・防水布製造とフェルト加工品であった。また、転機となったのは、1937年に勃発した支那事変により、上海方面への需要が急増。しかし、在庫が戦禍により損害を受けるが、成長した。
その後、1943年に日加工業へ社名を変更したと同時に戦時統制を受け、軍需物資（防毒衣等）を小田原工場で生産するようになる。このため、勤労動員工場としても指定された。戦後は、業績が低迷し、リストラを行うなど苦境に立たされたが復活し、1965年に西武の資本となるまで存続した。